# Podwójne życie (film 1947)
Podwójne życie (ang. A Double Life) – amerykański film z 1947 roku w reżyserii George'a Cukora.

## Obsada
- Ronald Colman jako Anthony "Tony" John
- Signe Hasso jako Brita
- Edmond O'Brien jako Bill Friend
- Shelley Winters as Pat Kroll
- Ray Collins jako Victor Donlan
- Philip Loeb jako Max Lasker
- Millard Mitchell jako Al Cooley
- Joe Sawyer jako Pete Bonner
- Charles La Torre jako Stellini
- Whit Bissell jako doktor Stauffer

## Nagrody i nominacje
| Nazwa nagrody | Wygrane                                                                                                 | Nominacje                                                                                     |
| ------------- | --- | --------------------------------------------------------------------------------------------- |
| Oscar         | 1948 Najlepszy aktor pierwszoplanowy Ronald Colman Najlepsza muzyka w dramacie lub komedii Miklós Rózsa | 1948 Najlepszy reżyser George Cukor Najlepszy scenariusz oryginalny Garson Kanin, Ruth Gordon |
| Złoty Glob    | 1948 Najlepszy aktor pierwszoplanowy Ronald Colman                                                      | 1948 wygrana                                                                                  |